# Екали (Кавала)
Екали (грч. Εκάλη) је насељено место у општини Места у периферији Источна Македонија и Тракија, Грчка. Према попису из 2021. године био је 71 становник.
Екали је 1913. године имао 182 житеља Турака. Године 1924. турско становништво је принудно исељено у Турску а на њихово место су 1928. године насељене грчке избегличке породице, којих је на попису из 1940. године било 306. Село се раније звало Гедикли.